# Magyarország a 2018-as birkózó-világbajnokságon
Magyarország a Budapesten rendezett 2018-as birkózó-világbajnokság egyik részt vevő nemzete, 30 sportolóval képviseltette magát.
A világbajnokságon induló magyar csapat keretét 2018. szeptember 21-én jelentették be: ekkor még a női csapatban az 59 kg-osok súlycsoportjában kérdéses volt, ki indul. A női válogatott kerete végül szeptember 26-án vált véglegessé, miután Dollák Tamara legyőzte Bognár Erikát, így az 59 kg-osok küzdelmében ő indulhatott a világbajnokságon.

## Eredmények

### Férfi szabadfogású birkózás
| Versenyző      | Versenyszám | Selejtező                              | Nyolcaddöntő                                                                          | Negyeddöntő                  | Elődöntő                                       | Vigaszág első kör                   | Vigaszág második kör | Bronz- mérkőzés                                    | Döntő             | Helyezés |
| Versenyző      | Versenyszám | Ellenfél Eredmény                      | Ellenfél Eredmény                                                                     | Ellenfél Eredmény            | Ellenfél Eredmény                              | Ellenfél Eredmény                   | Ellenfél Eredmény    | Ellenfél Eredmény                                  | Ellenfél Eredmény | Helyezés |
| -------------- | ----------- | -------------------------------------- | ------------------------------------------------------------------------------------- | ---------------------------- | ---------------------------------------------- | ----------------------------------- | -------------------- | -------------------------------------------------- | ----------------- | -------- |
| Farkas Rajmund | 57 kg       | Kim Szonggvon · Dél-Korea · 0–6        | kiesett                                                                               | kiesett                      | kiesett                                        |                                     |                      |                                                    |                   |          |
| Molnár József  | 61 kg       | Adama Diatta · Szenegál · 2–10         | kiesett                                                                               | kiesett                      | kiesett                                        |                                     |                      |                                                    |                   |          |
| Asarin Roman   | 65 kg       | Bajrang Punia Kumar · India · 4–9      |                                                                                       |                              |                                                | I Szungcshol · Dél-Korea · 5–9      | kiesett              | kiesett                                            |                   |          |
| Lukács Norbert | 70 kg       | Davit Szafariján · Örményország · 1–4  | kiesett                                                                               | kiesett                      | kiesett                                        |                                     |                      |                                                    |                   |          |
| Gulyás Zsombor | 74 kg       | Adanabasier Adanabasier · Kína · 3–5   | kiesett                                                                               | kiesett                      | kiesett                                        |                                     |                      |                                                    |                   |          |
| Nagy Mihály    | 79 kg       | Takatani Szoszuke · Japán · 0–9        | kiesett                                                                               | kiesett                      | kiesett                                        |                                     |                      |                                                    |                   |          |
| Veréb István   | 86 kg       | Edgaras Voitechovskis · Litvánia · 4–7 | kiesett                                                                               | kiesett                      | kiesett                                        |                                     |                      |                                                    |                   |          |
| Hatos Gábor    | 92 kg       | Nicolae Ceban · Moldova · 0–6          | kiesett                                                                               | kiesett                      | kiesett                                        |                                     |                      |                                                    |                   |          |
| Olejnik Pavlo  | 97 kg       |                                        | Ricardo Báez · Argentína · 0–0 · játék nélküli győzelem · (az ellenfél nem mérlegelt) | Jordan Steen · Kanada · 10–0 | Kyle Frederick Snyder · Egyesült Államok · 0–3 |                                     |                      | Abraham de Jesus Conyedo Ruano · Olaszország · 2–2 |                   | 5.       |
| Ligeti Dániel  | 125 kg      | Johannes Ludescher · Ausztria · 6–1    | Geno Petriasvili · Grúzia · 1–11                                                      |                              |                                                | Anzor Hizrijev · Oroszország · 6–10 | kiesett              | kiesett                                            |                   |          |

### Férfi kötöttfogású birkózás
| Versenyző      | Versenyszám | Selejtező (64-es tábla) | Selejtező (32-es tábla)                   | Nyolcaddöntő                                     | Negyeddöntő                                    | Elődöntő                                | Vigaszág első kör                     | Vigaszág második kör                     | Bronz- mérkőzés                | Döntő                                    | Helyezés  |
| Versenyző      | Versenyszám | Ellenfél Eredmény       | Ellenfél Eredmény                         | Ellenfél Eredmény                                | Ellenfél Eredmény                              | Ellenfél Eredmény                       | Ellenfél Eredmény                     | Ellenfél Eredmény                        | Ellenfél Eredmény              | Ellenfél Eredmény                        | Helyezés  |
| -------------- | ----------- | ----------------------- | ----------------------------------------- | ------------------------------------------------ | ---------------------------------------------- | --------------------------------------- | ------------------------------------- | ---------------------------------------- | ------------------------------ | ---------------------------------------- | --------- |
| Andrási József | 55 kg       | –                       | Eldəniz Əzizli · Azerbajdzsán · 0–9       |                                                  |                                                |                                         | Cao Likuo · Kína · 0–10               | kiesett                                  | kiesett                        |                                          |           |
| Torba Erik     | 60 kg       | –                       | Victor Ciobanu · Moldova · 3–3            |                                                  |                                                |                                         | Etienne Kinsigner · Németország · 3–5 | kiesett                                  | kiesett                        |                                          |           |
| Váncza István  | 63 kg       | –                       | Fouad Fajari · Marokkó · 7–2 (tus)        | Mihai Mihuț · Románia · 10–4                     | Sztyepan Marjanyan · Oroszország · 0–8         |                                         |                                       | Rahman Bilici · Törökország · 0–9        | kiesett                        |                                          |           |
| Krasznai Máté  | 67 kg       |                         | Tien Csije · Kína · 6–5                   | Fredrik Bjerrehuus · Dánia · 0–4(tus)            | kiesett                                        | kiesett                                 |                                       |                                          |                                |                                          |           |
| Korpási Bálint | 72 kg       | –                       |                                           | Tarek Aziz Benaissza · Algéria · 11–0 (3. intés) | Joílson de Brito Ramos Júnior · Brazília · 8–0 | Aik Mnatszakanian · Bulgária · 3–1      |                                       |                                          |                                | Frank Stäbler · Németország · 1–2        | Ezüstérem |
| Lőrincz Tamás  | 77 kg       |                         | George Mariea · Románia · 8–0             | Paulius Galkinas · Litvánia · 8–0                | Bilan Nalgiev · Üzbegisztán · 3–0              | Kim Hjonu · Dél-Korea · 3–1             |                                       |                                          |                                | Alekszandr Csehirkin · Oroszország · 1–3 | Ezüstérem |
| Bácsi Péter    | 82 kg       | –                       | Michael Wagner · Ausztria · 2–1           | Viktar Szaszunovszki · Fehéroroszország · 2–1    | Maxat Yerezhepov · Kazahsztán · 2–1            | Atabek Aziszbekov · Kirgizisztán · 12–4 |                                       |                                          |                                | Emrah Kuş · Törökország · 4–3            | Aranyérem |
| Lőrincz Viktor | 87 kg       |                         | Patrick Martinez · Egyesült Államok · 5–1 | Robert Kobliasvili · Grúzia · 3–3                | kiesett                                        | kiesett                                 |                                       |                                          |                                |                                          |           |
| Kiss Balázs    | 97 kg       |                         | Csen Jenan · Kína · 4–4 (tus)             | Kiril Milov · Bulgária · 0–9                     |                                                |                                         | Soós Tamás · Szlovákia · 9–0          | Leokratisz Keszidisz · Görögország · 4–1 | Mihail Kadžaja · Szerbia · 4–4 |                                          | 5.        |
| Lám Bálint     | 130 kg      | –                       |                                           | Eduard Popp · Németország · 1–5                  | kiesett                                        | kiesett                                 |                                       |                                          |                                |                                          |           |

### Női birkózás
| Versenyző         | Versenyszám | Selejtező                                   | Nyolcaddöntő                                  | Negyeddöntő                               | Elődöntő                                 | Vigaszág első kör               | Vigaszág második kör       | Bronz- mérkőzés                                                        | Döntő             | Helyezés  |
| Versenyző         | Versenyszám | Ellenfél Eredmény                           | Ellenfél Eredmény                             | Ellenfél Eredmény                         | Ellenfél Eredmény                        | Ellenfél Eredmény               | Ellenfél Eredmény          | Ellenfél Eredmény                                                      | Ellenfél Eredmény | Helyezés  |
| ----------------- | ----------- | ------------------------------------------- | --------------------------------------------- | ----------------------------------------- | ---------------------------------------- | ------------------------------- | -------------------------- | ---------------------------------------------------------------------- | ----------------- | --------- |
| Köteles Alexandra | 50 kg       | Fredrika Petersson · Svédország · 2–4 (tus) | kiesett                                       | kiesett                                   | kiesett                                  |                                 |                            |                                                                        |                   |           |
| Dénes Mercédesz   | 53 kg       | Betzabeth Argüello · Venezuela · 0–11       | kiesett                                       | kiesett                                   | kiesett                                  |                                 |                            |                                                                        |                   |           |
| Galambos Ramóna   | 55 kg       |                                             | Jacarra Winchester · Egyesült Államok · 1–12  | kiesett                                   | kiesett                                  |                                 |                            |                                                                        |                   |           |
| Barka Emese       | 57 kg       | Mathilde Rivière · Franciaország · 5–2      | Jowita Wrzesień · Lengyelország · 10–0        | Om Csiun · Dél-Korea · 11–4               | Biljana Zsivkova Dudova · Bulgária · 2–6 |                                 |                            | Kateryna Zhydachevska · Románia · 6–0                                  |                   | Bronzérem |
| Dollák Tamara     | 59 kg       | Alejandra Romero · Mexikó · 0–8             | kiesett                                       | kiesett                                   | kiesett                                  |                                 |                            |                                                                        |                   |           |
| Sastin Marianna   | 62 kg       | Nathaly Grimán · Venezuela · 5–2            | Kavai Jukako · Japán · 1–2                    |                                           |                                          | Aminat Adeniyi · Nigéria · 6–2  | Sakshi Malik · India · 3–2 | Julija Tkacs · Ukrajna · 0–2                                           |                   | 5.        |
| Sleisz Gabriella  | 65 kg       |                                             | Gempei Ajana · Japán · 0–8                    | kiesett                                   | kiesett                                  |                                 |                            |                                                                        |                   |           |
| Wilson Vanessa    | 68 kg       | Meerim Zhumanazarova · Kirgizisztán · 0–10  | kiesett                                       | kiesett                                   | kiesett                                  |                                 |                            |                                                                        |                   |           |
| Szmolka Nikoletta | 72 kg       |                                             | Naszanburmaa Ocsirbat · Mongólia · 0–10       |                                           |                                          | Buse Tosun · Törökország · 0–10 | kiesett                    | kiesett                                                                |                   |           |
| Németh Zsanett    | 76 kg       |                                             | Vaszilisza Marzaljuk · Fehéroroszország · 8–6 | Naranchimeg Gelegjamtsyn · Mongólia · 4–0 | Yasemin Adar · Törökország · 1–9         |                                 |                            | Minagava Hiroe · Japán · 0–0 · játék nélküli vereség · (sérülés miatt) |                   | 5.        |